# Безбедност болесника
Безбедност болесника, део је безбедносне културе, који заузима централно место у погледу квалитета здравствене заштите. То је приступ који захтева строго поштовање процедура, сталну процену болесника, обуку особља, комуникацију и безбедно окружење у току процеса континуираног лечења и неге.
Само сложеним и мултидисциплинарноим приструпом безбедности болесника; потенцијалне опасности се могу правовремено идентификовати, спречаити и анализирати. Само непрекидним развојем нових процедура за бављење оним што би се могло догодити боленсику, и онога што се догађало у прошлости, остварује изграђује се ефикасан систем заштите. Пријављивање и извештавање о инцидентима, као и испитивање инцидената, проналажење и отклањање узрока, основни су кораци за унапређивање безбедности болесника у процесу њиховог здравственог збрињавања.
У области здравствене заштите, све активности могу се само делимично остварити, и то у установама где је медицински кадар едукован за примену процеса и документације здравствене неге. Зато је за безбедност болесника неопходно стално унапређивање квалитета лекарске и сестринске праксе.

## Дефиниције
Безбедност пацијената — је слобода од нежељених исхода током периода лечења и подразумева активности које служе да се нежељени исходи избегну, превенирају или коригују уколико се појаве током пружања здравствене заштите.(Kohn, 2000; AHA&HRET&ISMP, 2002) 
Безбедност пацијената — представља идентификацију, анализу и корекцију ризичних догадјаја с циљем да се здравствена заштита учини безбеднијом и да се ризик по пацијента сведе на најмањи могући ниво.(Aspden, NPSA, 2004)

## Историја
Безбедност пацијената, као слобода од нежељених исхода током периода лечења повезана је са вештином дијагностиковања и стара је колико и сама медицина. Прва сазнања о несавесном лечењу датирају још из времена Старог вавилонског царства, које свој пуни развој достиже у време Хамурабија (1792. п. н. е—1750. п. н. е.), када је донет први писани закон робовласничког друштва – „Хамурабијев закон“, у коме су између осталог у параграфу 218 до 220, били регулисани хонарари хирурга за лечење, али и тешке казне за неуспех.
| „ | ...„Ко повреди неког у тучи мора платити лекара... Лекар који излечи преломљени уд треба добити пет сребрњака... Ако лекар неког оперише ножем нека добије десет сребрњака, а ако је пацијент роб нека његов господар плати лекару пет сребрњака .. 'Ако пацијент умре кривицом лекара или изгуби око треба лекару одрезати обе руке... Ако је болесник био роб лекар га мора надокнадити другим робом.'“ | ” |

Вавилонци су како би побољшали квалитет лечења, али и смањили број грешака, увели и неке основне принципе медицине као што су дијагноза, прогноза, физикални преглед, рецепти. Осим тога, Дијагностички приручник из тог доба увео је методе терапије и етиологије и коришћење емпиризма, логике и рационалности у дијагнози, прогнози и терапији.
Сазнања о несавесном лечењу постојала су и у време Хипократа када су лекарима била позната могућа нежељена дејства лечења. У једанаестом делу пете књиге о епидемијама, коју је поред Хипократ заправо написало неколико људи са различитим ставовима, стоји; „помоћи али без повреда“ (или у оригиналу на - грч. Ofeleein i mi vlaptein). Овај израз, по неким историчарима медицине, инспирисао је Галена да изрекне познату латинску изреку - лат. Primum non nocere).
У старом Риму постојала је одговорност лекара за смрт пацијента под условом да је она настала као последица стручне грешке, јер су Римљани сматрали да је неумешност равна немарности. Појам лекарске грешке у Римском праву је био широк и обухватао је: неискуство, неопрезност, и неуказивање медицинске помоћи.
У раном Хришћанству, неуспело лечење је кажњавано смрћу и конфискацијом имовине лекара.
У царској Русији, у руском Казненом законику из 1885, за очигледне и озбиљне лекарске прропусте у лечењу била је прописана забрана бављења лекарском праксом, а за смрт болесника и узроковање значајнијег оштећења његовог здравља – захтевано је црквено покајање.
Појам стручне лекарске грешке у литератури се први пут појављује средином 19. века када је у породилиштима широм Европе владала је, породиљска грозница. Пренос патогених бактерија из обдукционих сала у болничка породилишта грешком су вршили лекари који нису мењали одећу и прали руке, што је имало за последицу висок морталитет трудница породиљском сепсом (или породиљском грозницом). Ову јатрогену болест и њеног узрочника идентификовао је Игнасио Фелипе Семелвајс, који је и увео у медицинску праксу једноставан метод дезинфекције, прање руку дезинфицијентним средством, и тиме спасао безброј живота породиља, а лекаре од лекарске грешке.
Од тренутка појављивања појама несавесно или нестручно лечење оно постаје поље спорења медицинске и правне науке. Суштина проблема је била у дилеми: да ли садржину појма чине и објективни и субјективни елементи, да ли појам “несавесно лечење” обухвата само кршење правила медицинске науке и праксе или и непридржавање, или кршење правила о пажљивом поступању.

## Опште информације
Нешкодљивост представља један од основних етичких принципа којим би требало да се руководе здравствени радници приликом пружања услуга здравствене заштите. Успостављање и унапређење безбедности болесника данас је препознато као проблем од глобалног значаја у здравству и критична компонента управљања квалитетом. Током последњих деценија са повећањем свести о проблему безбедности болесника повећан и број истраживања медицинских грешака. Традиционални приступ по коме су за редукцију инцидената и побољшање безбедности одговорни здравствени радници замењује се савременим концептом, који подразумева укључивање свих актера на свим системским нивоима ради управљања ризицима приликом пружања здравствених услуга.
У развијеним земљама света започета и примена проспективних модела управљања ризицима за одређене процесе у здравственој заштити. Међутим, све ове студије се углавном спроводе на секундарном и терцијарном нивоу здравствене заштите, док их на примарном нивоу готово уопште нема. Зато је у будућности неопходно наставити са хомогенизацијом терминологије, као и повећавањем број аиспитивања фактора који доприносе настанку медицинских грешака, а са циљем проспективног идентификовања и превенције ризика у систему здравствене заштите, а посебно у земљама у развоју.

## Узроци нежељених догађаја по здравље пацијента
| Узроци                 | Врсте фактора |
| ---------------------- | --- |
| Људски фактор          | - Варијације у знању и искуству здравствених радника - Не признаје чињенице као нежељене догађаје они теже онолико колико се дешавају |
| Сложеност процеса рада | - Компликоване технологије, моћни лекови - Интензивна нега, продужено болничко спавање |
| Недостаци система      | - Недостатак адекватне комуникације, система подређености - Недовољан број медицинског особља - Неадекватан систем извештавања унутар здравствене установе - Сличне амбалаже или имена лекова - Ослањање на аутоматски систем - Напори да се смање трошкови у оквиру реформи финансирања - Слободна инфраструктура |

### Лекарска грешка
Седамдесетих година 20. века немачки стручњаци из Института Роберт Кох, објавили су да се у Немачкој годишње поднесе 40.000 приговора због медицинске грешке. Након спроведених истражних радњи више од 12.000 приговора остало је недоказано, иако је израчунато, да је број жртава медицинске грешке током једне године далеко већи од броја саобраћајних незгода. Лекарске грешке заправо се нису годинама регистровале. Увек је лекар био некако изнад осталих људи и зато се о његовим грешкама није говорило, бар не пуно. Америка и њихов начин живота довели су до тога да се та чињеница окренула и све већи број пацијената почео је тражити што више проблема не би ли се на тим грешкама нешто и зарадило, тј. у грешкама према другим људима, према материјалним добрима, према природи. Британски извори наводе и истовремено упозоравају, да је у протеклих 30 година значајно (за 1,200%) повећан број одштетних захтева пацијената по основу медицинске грешке. Грешке у медицини заиста су релативно честе. Од оних пацијената који улазе у болнице, према неким америчким статистикама од 2,9% до 3,7% на крају имају и последице медицинског третмана.
У медицини грешка може завршити тако да неко буде или привремено или трајно онеспособљен, а у најгорем случају да дође и до смртног исхода. Грешка се не мора догодити само у болници, може бити учињена и у амбулантној пракси, на улици или у дому пацијента, дакле свуда, и тако се указала потреба доношења таквих правних прописи, који ће пацијента заштитити од медицинске грешке а лекара заштитити од притисака кривице, на неки начин ослободити.
Грешке у медицини се данас огледају првенствено као грешке према појединцу. Изузетно се ретко дешавају грешке према већем броју људи. Како је медицинска грешка према појединцу у потенцијалним процесима увек налазимо две стране: са једне стране пацијента, а са друге лекара или другог медицинског радника. Када се анализирају подаци из литературе колико проблема можемо приписати људском фактору, сматра се да је то негде од 60-80% од свих проблема учињених у медицини. Није ту увек крив лекар. Кривица може бити и на некоме у производњи одређеног лека или техничког помагала.
Грешке у лечењу су осми узрок смрти у Америци. Анализе истраживањима спроведеним у Институту за медицину у САД показују да је 1999. године у Америци умрло између 44.000 и 96.000 болесника на лечењу у болницама, као последица неке медицинске грешке. О величини тог броја говори податак да је те исте године у саобраћајним и другим несрећама у Америци погинуло 43.000 људи, да је од рака дојке умрло 42.000 људи, а од АИДС-а 17.000 људи.
Из америчких статистика сазнајемо и то да се: чак 27% непожељних последица догодило због немара или нехата:
- У 19% непожељних догађаја радило се о компликацијама због неодговарајуће примене лекова.
- У 14% нежељене последице су инфекције рана до којих није требало доћи,
- У 13% непожељних последица ради се о техничким компликацијама (грешке на апаратури).

Грешке у примени лекова у Америци су 1996. години однеле око 7.000 живота у поређењу са 6.000 умрлих због свих могућих повреда на раду. Медицинске грешке такође страховито много коштају. Према прорачуну у једној америчкој болнице утврђено је да на 700 кревета годишње због погрешног лечења трошкови износе 2, 8 милиона долара.

## Показатељи безбедности пацијената
Безбедност болесника представља идентификацију, анализу и корекцију ризичних догађаја, са циљем да се здравствена заштита учини безбеднијом и да се ризик по пацијента сведе на најмањи могући ниво. С тим у вези у здравству већине земаља дефинисанисани су следећи показатељи (3) који се прате на примарном нивоу здравствене заштите:

### Успостављање формалне процедуре за регистровање нежељених догађаја и опис процедуре
Свака здравствена установа је у обавези да развија и води Протокол за регистровање нежељених догађаја, који треба да садржи следеће податке:
- име и презиме пацијента,
- упутну дијагнозу,
- врсту нежељеног догађаја при чему се под нежељеним догађајем подразумева било која врста грешке, пропуста, инцидента, несрећног случаја или одступања од процедура или протокола, без обзира да ли је или није резултирало негативним исходом по пацијенте)
- датум и време када се нежељени догађај десио,
- опис (околности у којима је нежељени догађај настао и околности које су му претходиле),
- исход нежељеног догађаја,
- предузете активности за елиминацију узрока који је довео до нежељеног догађаја.

### Успостављање формалне процедуре за регистровање нежељених дејстава лекова и опис процедуре
Свака здравствена установа је у обавези да развија и води Протокол за регистровање нежељених нежељених дејстава лекова, као и образац за пријављивање нежељене реакције на лек на начин дефинисан Правилником о начину пријављивања, прикупљања и праћења нежељених реакција на лекове..
Поред показатеља који се односе на успостављене процедуре за регистровање и праћење нежељених догађаја и дејстава лекова у оквиру фармацеутске здравствене делатности прате се и следећи показатељи безбедности пацијената:
- Број пријава нежељених реакција на лек — приказано као апсолутан број.
- Проценат рецепата са административном грешком у односу на укупан број рецепата — укупан број рецепата се израчунава као број рецепата са административном грешком подељен са укупним бројем рецепата и помножен са 100.
- Број рецепата са стручном грешком у прописивању лека — укупан број рецепата са стручном грешком у прописивању лека, која се односила на погрешан лек или прекорачену максималну дозу лека која није превилно означена.
- Број погрешно издатих лекова — укупан број лекова који су пацијенту погрешно издати на рецепт у апотеци и на основу евиденције о погрешно издатим лековима.

### Контрола стерилизције
Биолошка контрола стерилизације представља најпоузданији метод за проверу квалитета обављене стерилизације. Овај показатељ се израчунава као збир свих биолошких контрола стерилизације подељен са бројем аутоклава подељен са 52 (број недеља у години).